# Prognatholiparis ptychomandibularis
Prognatholiparis ptychomandibularis is een  straalvinnige vissensoort uit de familie van slakdolven (Liparidae). De wetenschappelijke naam van de soort is voor het eerst geldig gepubliceerd in 2001 door Orr & Busby.
De soort staat op de Rode Lijst van de IUCN als Onzeker, beoordelingsjaar 2009.